# Aterm
Aterm（エーターム）は、NECプラットフォームズ（旧：NECアクセステクニカ）のISDN TA、無線LAN製品（アクセスポイント、ルーター、子機・無線LANアダプタ、モバイルWi-Fiルーター）、PLCアダプタ製品のブランドで、NECの登録商標である。
「Aterm」を冠する製品群に、回線業者・通信会社向けレンタル用のADSLモデム・ルーター、ホームゲートウェイ・無線LAN製品もある。

## 製品の遷移

### 量販個人向け製品
量販個人向け無線LAN関連製品のサブブランドは「WARPSTAR（ワープスター）」が使われていた。
- ISDN ターミナルアダプタ製品
  - ISDN ターミナルアダプタ（アナログ電話ポート X2、X3、RS232C+USB接続ポート、DSU内蔵）
  - PHS接続無線方式親機・子機（終息）
  - Bluetooth無線方式親機・子機（終息）
  - ISDNターミナルアダプタ内蔵ルーター（終息）
  - ISDNターミナルアダプタ内蔵無線LANルーター（IEEE802.11b）（終息）
- 無線LANルーター製品
  - ISDNターミナルアダプタ内蔵無線LANルーター（IEEE802.11b）（終息）
  - ブロードバンド無線LANルーター
    - （IEEE802.11b、100Mbps）（終息）
    - （IEEE802.11b/g/a、100Mbps）（終息）
    - （IEEE802.11b/g/a/n、1000Mbps、USBポート）
    - （IEEE802.11b/g/a/n/ac、1000Mbps、USBポート）
- PLCアダプタ/PLCルーター製品（終息）
  - PLCアダプタ内蔵ブロードバンドルーター（100Mbps LANポート、HD-PLC対応）
  - PLCアダプタ（100Mbps LANポート、HD-PLC対応）
- ADSLモデム・ルーター製品（終息）
  - ADSLモデム内蔵ルーター
- WiMAXモバイル端末/WiMAXモバイルルーター製品（終息）
  - WiMAXモバイルアダプター（USB、PCカード）
  - WiMAXモバイルルーター（無線LAN）
  - WiMAXホームルーター（無線LAN、LANポート）
  - WiMAXモバイルルーター（無線LAN、公衆無線LAN、専用クレードルLANポート）
- LTE/3Gモバイルルーター製品
  - LTE/3Gモバイルルーター（無線LAN、公衆無線LAN、SIMロックフリー、専用クレードルLANポート）

### レンタル製品
回線業者のレンタル製品は、サポートが回線業者主体で、サポートサイトが異なる。
- ホームゲートウェイ・ルーター製品（回線業者専用レンタルのみ）
  - ホームゲートウェイ・ルーター（レンタル、光電話アダプター）
  - ホームゲートウェイ・ルーター（レンタル、光電話アダプター、無線LAN）
  - ホームゲートウェイ・ルーター（レンタル、光電話アダプター、無線LAN、1000Mbps）
- ADSLモデム・ルーター製品
  - ADSLモデム内蔵ルーター（レンタル）
  - ADSLモデム内蔵ルーター（レンタル、IP電話アダプタ内蔵）

## 主要製品
現行品のみ記載。

### 無線LANホームルーター（親機）
- IEEE802.11b/g/a/n/ac/ax（Wi-Fi6）対応機種
  - WX6000HP（Wi-Fi（2.4GHz 1147Mbps+5GHz 4804Mbps）/1000Mbps×4ポート、IPv6（IPoE、DHCPv6-PD、IPv4 over IPv6）、CNV）
  - WX3000HP（Wi-Fi（2.4GHz 574Mbps+5GHz 1580Mbps）/1000Mbps×4ポート、IPv6（IPoE、DHCPv6-PD、IPv4 over IPv6）、CNV）
- IEEE802.11b/g/a/n/ac（Wi-Fi5）対応機種
  - WG2600HP4（Wi-Fi（2.4GHz 800Mbps+5GHz 1733Mbps）/1000Mbps×4ポート、IPv6（IPoE、DHCPv6-PD、IPv4 over IPv6）、CNV、メッシュ中継）
  - WG2600HP3（Wi-Fi（2.4GHz 800Mbps+5GHz 1733Mbps）/1000Mbps×4ポート、IPv6 IPoE、CNV） 生産終了
  - WG2600HP2（Wi-Fi（2.4GHz 800Mbps+5GHz 1733Mbps）/1000Mbps×4ポート、USB対応、CNV） 生産終了
  - WG2600HS2（Wi-Fi（2.4GHz 800Mbps+5GHz 1733Mbps）/1000Mbps×4ポート、IPv6（IPoE、DHCPv6-PD、IPv4 over IPv6）、CNV） 生産終了
  - WG2600HS（Wi-Fi（2.4GHz 800Mbps+5GHz 1733Mbps）/1000Mbps×4ポート、IPv6 IPoE、CNV） 生産終了
  - WG2200HP（Wi-Fi（2.4GHz 450Mbps+5GHz 1733Mbps）/1000Mbps×4ポート、USB対応、CNV） 生産終了
  - WG1900HP2（Wi-Fi（2.4GHz 600Mbps+5GHz 1300Mbps）/1000Mbps×4ポート、IPv6 IPoE、CNV） 生産終了
  - WG1900HP（Wi-Fi（2.4GHz 600Mbps+5GHz 1300Mbps）/1000Mbps×4ポート、CNV） 生産終了
  - WG1800HP3（Wi-Fi（2.4GHz 450Mbps+5GHz 1300Mbps）/1000Mbps×4ポート、CNV） 生産終了
  - WG1800HP4（Wi-Fi（2.4GHz 450Mbps+5GHz 1300Mbps）/1000Mbps×4ポート、IPv6（IPoE、IPv4 over IPv6）、CNV）
  - WG1800HP3（Wi-Fi（2.4GHz 450Mbps+5GHz 1300Mbps）/1000Mbps×4ポート、IPv6 IPoE、CNV） 生産終了
  - WG1800HP2（Wi-Fi（2.4GHz 450Mbps+5GHz 1300Mbps）/1000Mbps×4ポート、USB、IPv6 PPPoE対応、CNV） 生産終了
  - WG1200HP4（Wi-Fi（2.4GHz 300Mbps+5GHz 867Mbps）/1000Mbps×3ポート、IPv6（IPoE、DHCPv6-PD、IPv4 over IPv6）、CNV、メッシュ中継）
  - WG1200HP3（Wi-Fi（2.4GHz 300Mbps+5GHz 867Mbps）/1000Mbps×3ポート、IPv6（IPoE、IPv4 over IPv6）、CNV） 生産終了
  - WG1200HP2（Wi-Fi（2.4GHz 300Mbps+5GHz 867Mbps）/1000Mbps×3ポート、CNV） 生産終了
  - WG1200HP（Wi-Fi（2.4GHz 300Mbps+5GHz 867Mbps）/1000Mbps×3ポート、CNV） 生産終了
  - WG1200HS4（Wi-Fi（2.4GHz 300Mbps+5GHz 867Mbps）/1000Mbps×3ポート、IPv6（IPoE、DHCPv6-PD、IPv4 over IPv6）CNV）
  - WG1200HS3（Wi-Fi（2.4GHz 300Mbps+5GHz 867Mbps）/1000Mbps×3ポート、IPv6（IPoE、IPv4 over IPv6）、CNV） 生産終了
  - WG1200HS2（Wi-Fi（2.4GHz 300Mbps+5GHz 867Mbps）/1000Mbps×3ポート、CNV） 生産終了
  - WG1200HS（Wi-Fi（2.4GHz 300Mbps+5GHz 867Mbps）/1000Mbps×3ポート） 生産終了
  - WG1200CR（Wi-Fi（2.4GHz 300Mbps+5GHz 867Mbps）/1000Mbps×1ポート、CNV）
  - WG800HP（Wi-Fi（2.4GHz 300Mbps+5GHz 433Mbps）/1000Mbps×3ポート） 生産終了
  - WF1200HP2（Wi-Fi（2.4GHz 300Mbps+5GHz 867Mbps）/100Mbps×3ポート、CNV） 生産終了
  - WF1200CR（Wi-Fi（2.4GHz 300Mbps+5GHz 867Mbps）/100Mbps×1ポート） 生産終了
  - WF800HP（Wi-Fi（2.4GHz 300Mbps+5GHz 433Mbps）/100Mbps×3ポート） 生産終了
- IEEE802.11b/g/n対応機種（1000BASE-T）
  - WG300HP（Wi-Fi（2.4GHz 300Mbps）/1000Mbps×4ポート） 生産終了
- IEEE802.11b/g/n対応機種（100BASE-TX）
  - WF300HP2（Wi-Fi（2.4GHz 300Mbps）/100Mbps×3ポート） 生産終了
  - WR8165N-ST（Wi-Fi（2.4GHz 300Mbps）/100Mbps×3ポート） 生産終了
- IEEE802.11b/g/n/ac対応 中継器（100BASE-TX）
  - W1200EX（Wi-Fi（2.4GHz 300Mbps+5GHz 867Mbps）/100Mbps×1ポート）
  - W1200EX-MS（Wi-Fi（2.4GHz 300Mbps+5GHz 867Mbps）/100Mbps×1ポート）

### 無線LAN子機
- IEEE 802.11b/g/a/n/ac対応製品
  - WL900U（Wi-Fi（2.4GHz 300Mbps/5GHz 867Mbps）対応、USB3.0）
- IEEE 802.11b/g/a/n対応製品
  - WL450NU-AG（Wi-Fi（2.4/5GHz,450Mbps）対応）
  - WL300NU-AG（Wi-Fi（2.4/5GHz,300Mbps）対応）
  - WL300NE-AG（Wi-Fi（2.4/5GHz,300Mbps）対応、イーサネットコンバーター）
- IEEE 802.11b/g/n対応製品
  - WL300NU-GS（Wi-Fi（2.4GHz,300Mbps）対応）

### 旅行・ホテル用ポータブルルーター
- W500P（Wi-Fi（2.4GHz 300Mbps／5GHz 433Mbps）+公衆無線LAN対応）
- W300P（Wi-Fi（2.4GHz 300Mbps）+公衆無線LAN対応）

### LTE/3G対応モバイル無線LANルーター
- MR05LN（Wi-Fi（2.4GHz 300Mbps／5GHz 867Mbps）、デュアルnanoSIM）
- MR04LN（Wi-Fi（2.4GHz 300Mbps／5GHz 867Mbps）、デュアルmicroSIM）
- MP01LN（LTE（2100/850）、Wi-Fi（2.4GHz 150Mbps／5GHz（w56） 433Mbps）、nanoSIM）

### LTE対応ホームルーター
- HT100LN（LTE（2100/850）、Wi-Fi（2.4GHz 150Mbps／5GHz（w52w56） 433Mbps）、nanoSIM、1000Mbps）

### ISDN ターミナルアダプタ（64Kbps+64Kbps）
- IT31L（電話ポート×3、USB+RS-232C）
- IT21L（電話ポート×2、USB+RS-232C）

### 機能概要
- 動作モード
  - ローカルルーターモード、PPPoEルーターモード、アクセスポイント／ブリッジモード
  - 一部機種で子機モード・中継機能モード
- ルーター機能
  - PPPoE、DHCPクライアント、DHCPサーバー、UPnP、ポートマッピング、IPパケットフィルタリング、DMZ
    - PPPoEマルチセッションの接続先に対して、LAN側端末から対応させる設定がない。
    - LAN側DHCPサーバーはLAN側の任意のDNSサーバーを通知する設定がない。

  - 一部機種 - IPv6（IPoE）、「IPv4 over IPv6］（「MAP-E（v6プラス）」、「DS-Lite（transix）」）
  - 一部機種 - DDNS機能、ホームIPロケーション機能
  - 一部機種 - USB機能 USBストレージ接続ファイル共有、USBカメラ接続
- 無線LANセキュリティ
  - 暗号化 - WPA2/WPA-PSK AES/TKIP及びWEP対応
  - ボタンによる接続操作 - らくらく無線スタート、WPSプッシュボタン方式
  - MACアドレスフィルタリング、ESSIDステルス、マルチSSID、送信出力調整
  - ネットワーク分離機能、一部機種でセパレーター機能
- 無線LAN規格と最高リンク速度        
  - IEEE802.11ac（VHT80）5GHz 1733Mbps、1300Mbps、867Mbps、433Mbps ※アンテナ数による
  - IEEE802.11n（HT40）2.4GHzまたは5GHz 450Mbps、300Mbps ※アンテナ数による
  - IEEE802.11nテクノロジー（HT40）2.4GHz 150Mbps
  - IEEE802.11b/g 2.4GHz 11Mbps,54Mbps／IEEE802.11a 5GHz 54Mbps

### 特徴
- アンテナ

全機種内蔵されており、11ac対応機種は全てNECの独自技術「μSR（Split Ring）アンテナ」により基板上の多数のアンテナの面積をコンパクトに抑えて、アンテナ指向性がなくサイズが小さい。「μEBG（Electromagnetic Band Gap）」で基板上の電磁ノイズを減らし、受信感度を向上した。ほとんどの親機で横置き・壁掛けも可能。
- らくらく無線スタート

親機の「らくらくスタート」ボタンを押す操作でAterm独自の「らくらく無線スタート」と、Wi-FiアライアンスのWPSプッシュボタン方式を判別して、簡単に無線LANの接続が可能。  暗号化はAES（CCMP）が基本。更にマルチSSID対応親機では11bのみの子機はWEPでも接続が可能。これらも自動で判別する。
- 子機モード/中継モード

一部の機種で、MODEスイッチをCNVにして、イーサネットコンバータになる。対応する親機にボタン操作で接続して中継モードになる。「Wi-Fiデュアルバンド中継機能」を備える機器は、親機が他社機アクセスポイントでもWi-Fi中継できる。その構成はAterm シリーズWi-Fi中継機能 対応機種情報に示されている。
- TVモード

QoS機能。
- こども安心ネットタイマー

見えて安心ネット。子供の端末のWi-Fi接続を時間制限して家庭のルール尊重を助ける機能、および無線LAN接続されたことを検知して通知などをする機能。それぞれ新しい機種に展開。

## 不具合と対処
- LTEホームルータ HT100LN製品

2017年8月発売のHT100LNを、初起動から4ヶ月後に電源を入れ直すと、起動しなくなる不具合。4ヶ月以内にファームウェア更新を促し、2017年11月7日以降、メンテナンスバージョンアップを実施する案内をした。
- 量販個人向け製品

2000-2004年発売製品の一部の機能停止、速度低下、わずかな発煙等の不具合。該当製造ロット機器の無償交換（終了）。
- レンタルADSLモデム製品

約6年9か月連続して利用すると、IP電話が利用できなくなる不具合。ファームウエア更新を促された。